# عبد الملك بن إبراهيم بن عبد اللطيف آل الشيخ
عبد الملك بن إبراهيم بن عبد اللطيف آل الشيخ (1324- 1404 هـ) عالم وداعية سعودي.

## ولادته ونشأته
هو عبد الملك بن إبراهيم بن عبد اللطيف بن عبد الرحمن بن حسن بن محمد بن عبد الوهَّاب، ينتهي نسبه إلى آل مُشَرَّف من (الوُهَبة) إحدى فروع قبيلة (بني تميم) العدنانية المعروفة. 
ولد في مدينة الرياض أواخر عام 1324هـ، توفي والدُه وعمره خمس سنوات، ورعاه خاله الشيخ محمد الهلالي، مع أخويه الشيخ عبد الله والشيخ محمد. حفظ القرآن وجوَّده في سنٍّ مبكرة.
درس على كبار المشايخ في وقته "فحمل مشعل الهداية للدعوة السلفية التي جاء بها النبي محمد صلى الله عليه وسلم".

## شيوخه
- عمه الشيخ عبد الله بن عبد اللطيف بن عبد الرحمن آل الشيخ.
- عمه الشيخ محمد بن عبد اللطيف بن عبد الرحمن آل الشيخ.
- أخوه الشيخ محمد بن إبراهيم آل الشيخ.
- الشيخ سعد بن حمد بن عتيق.
- الشيخ النحوي حمد بن فارس.

## أعماله ومناصبه
أمَّ الناس في صلاة التراويح بمسجد الشيخ بدخنة بالرغم من صغر سنه، وأول عمل رسمي له في الدولة كان مع أخيه الشيخ محمد بن إبراهيم آل الشيخ عندما تولى القضاء في الغطغط في عهد الملك عبد العزيز. كان إمامًا وخطيبًا في جامع المربع المعروف بجامع الملك عبد العزيز عام 1365هـ، واستمر به حتى انتقل إلى الحجاز. في عام 1362هـ عين مسؤولًا ثانيًا في هيئة الأمر بالمعروف والنهي عن المنكر في الرياض، ومساعدًا للشيخ عمر بن حسن آل الشيخ. 
عين رئيسًا لهيئة الأمر بالمعروف والنهي عن المنكر في المنطقة الغربية والمدينة المنورة بأمر من الملك عبد العزيز، ثم عضوًا في اللجنة الملكية العليا للإشراف على عمارة المسجد الحرام من عام 1374هـ حتى 1381هـ. وفي عام 1377هـ عين رئيسًا للهيئة الملكية للمساجد.
كان منزله بمكة المكرمة منتدًى لطلبة العلم والعلماء، وكان يستقبل وفود الحجيج وعلماء الحج، وحين برز في الجانب العقدي كلفه الملكين سعود وفيصل بمهام تتعلق بالجاليات. قدَّم للإذاعة برنامج السيرة النبوية على مدى تسع سنوات. 
كان حليمًا، كريمًا صدَّاعًا بالحق صادًّا عن المنكر، برز في الجانب الدعوي، وتنوَّعت مسيرته العلمية في خدمة دينه ووطنه. أثنى عليه الشيخ عبد الله البسام وقال «حمدت سيرته وأحبه الخاص والعام وصار له وجاهة كبيرة ومقام محترم عند المسؤولين».
له قصائدُ قليلة منه رثاؤه لشيخه سعد بن عتيق، ومَرْثِيته الرائعة في الملك فيصل.

### مكتبته
كان محبًا للعلم؛ اقتنى مكتبة تحتوي على عدة آلاف من الكتب والنفائس، وأوصى بمكتبته بعد وفاته لمكتبة الحرم، وهي موجودة إلى يومنا هذا.

### مركزه لعلاج أمراض السكَّر
هو مركز متخصص في توفير العناية الفائقة وتحسين الحالة الصحية لمرضى الغدد الصماء ومرضى السكري والمعرضين لخطر الإصابة بهذا المرض إلى أنه تم بناء المركز وتجهيزه كتبرع من الشيخ عبد المحسن بن عبد الملك بن إبراهيم آل الشيخ ويعد مركز الأول من نوعه على مستوى منطقة الرياض ومقره في مستشفى الأمير سلمان بن عبد العزيز في الرياض وتم تدشينه في عام 2011م

## أسرته

#### والده
الشيخ عبد الملك هو الشيخ إبراهيم بن عبد اللطيف بن عبد الرحمن آل الشيخ ولد بـالرياض سنة 1280هـ - 1863 وولي القضاء عليها من سنة 1321هـ إلى أن توفي، له رسائل وفتاوى وأجوبة على أسئلة في الدين، وقد طبعت رسائله وفتاواه متفرقة في مجاميع "الرسائل والمسائل النجدية"، توفي عام 1329هـ - 1911.

#### والدته
الجوهرة بنت عبد العزيز الهلالي.

#### إخوته
- الشيخ عبدالله بن إبراهيم بن عبد اللطيف آل الشيخ
- مفتي الديار السعودية الشيخ محمد بن إبراهيم آل الشيخ
- الشيخ عبداللطيف بن إبراهيم بن عبد اللطيف آل الشيخ

#### زوجاته
- رقية بنت سليمان آل ناصر (أم عبد العزيز)
- سارة بنت عبد الله بن عبد الرحمن آل الشيخ (أم عبد اللطيف)
- طرفة بنت عبد الرحمن بن عبد العزيز آل الشيخ (أم سلطانة)
- نورة بنت عبد الرحمن بن حسن آل الشيخ (أم عبد المحسن)

#### أبناؤه
- الشيخ عبد العزيز بن عبد الملك بن إبراهيم آل الشيخ
- الشيخ عبد المحسن بن عبد الملك بن إبراهيم آل الشيخ
- الشيخ محمد بن عبد الملك بن إبراهيم آل الشيخ
- الدكتور عبد اللطيف بن عبد الملك بن إبراهيم آل الشيخ

#### بناته
- الدكتورة نورة بنت عبد الملك بن إبراهيم آل الشيخ
- سلطانة بنت عبد الملك بن إبراهيم آل الشيخ
- الأميرة جواهر بنت عبد الملك بن إبراهيم آل الشيخ حرم صاحب السمو الملكي الأمير نواف بن عبد العزيز آل سعود
- الدكتورة مها بنت عبد الملك بن إبراهيم آل الشيخ
- ريما بنت عبد الملك بن إبراهيم آل الشيخ
- مي بنت عبد الملك بن إبراهيم آل الشيخ

## وفاته
أحب الشيخ عبد الملك مكة وأحبته وظلَّ متعلقا بالبيت الحرام الذي كان يطوف به يوميا حتى اختاره الله (سبحانه وتعالى) كما كان يتمنى بعد أن فرغ من الطواف بالبيت الحرام مغرب يوم الثلاثاء 18 محرم 1404هـ الموافق 24 أكتوبر 1983م، فصلى ركعتي الطواف وفي السجدة الأخيرة من الركعتين حيث كان يتهيأ أحد الأغوات لسقياه ماء زمزم كعادته إذا بسجدته تطول ولم يرفع منها فانتبه البعض إلى ذلك وإذا به قد فارقت روحه الحياة في أشرف موضع ومكان وأزكى عمل وهو الطواف والصلاة فكانت خاتمة حسنة أكرمه الله بها وحزن الناس لفقده، وصُلي عليه في المسجد الحرام في يوم الأربعاء ودُفن بمقبرة العدل.